# Elena Filip
Elena Filip (Bucarest, 27 dicembre 1958) è un'ex cestista rumena.

## Carriera
Con la Romania ha disputato quattro edizioni dei Campionati europei (1978, 1980, 1981, 1983).